# NGC 1426
NGC 1426 (другие обозначения — ESO 549-1, MCG -4-9-54, AM 0340-221, PGC 13638) — эллиптическая галактика (E4) в созвездии Эридан. Открыта Уильямом Гершелем в 1784 году. Описание Дрейера: «довольно тусклый, маленький, немного вытянутый объект, более яркий в середине». Дисперсия скоростей в центре галактики составляет 162 км/с, а максимальная скорость вращения — 114 км/с. Галактика имеет возраст 9,0 ± 2,5 миллиардов лет.
Этот объект входит в число перечисленных в оригинальной редакции «Нового общего каталога». В атласе типов галактик де Вокулёра галактика служит примером галактики типа E4.
Галактика NGC 1426 входит в состав группы галактик NGC 1395. Помимо NGC 1426 в группу также входят ещё 32 галактики.